# Peridroma brunnea
Peridroma brunnea är en fjärilsart som beskrevs av Tutt 1892. Peridroma brunnea ingår i släktet Peridroma och familjen nattflyn. Inga underarter finns listade i Catalogue of Life.